# The Evil of Frankenstein
The Evil of Frankenstein (titlu original: The Evil of Frankenstein) este un film britanic din 1964 regizat de Freddie Francis. În rolurile principale joacă actorii Peter Cushing, Sandor Elès, Peter Woodthorpe, Katy Wild, Duncan Lamont și Kiwi Kingston.

## Prezentare
Rămas lefter, Baronul Frankenstein, însoțit de asistentul său, nerăbdătorul Hans, ajunge la castelul familiei sale din apropierea orașului Karlstaad, promițând să continue experimentele sale privind crearea vieții. Accidental găsește o creatură la care lucrase cu ceva timp în urmă și o aduce înapoi la ceea ce pare a fi un simulacru de viață, dar are nevoie de serviciile unui hipnotizator, Zoltan, pentru a o anima cu succes. Lacomul și răzbunătorul Zoltan trimite în secret monstrul în oraș pentru a fura aur și pentru a-l "pedepsi" pe primar și  pe șeful poliției, ceea ce duce la o confruntare violentă între baron și locuitorii orașului.

## Distribuție
- Peter Cushing - Baronul Victor Frankenstein
- Peter Woodthorpe - Zoltan
- Duncan Lamont - Șeful poliției
- Sandor Elès - Hans
- Katy Wild - Rena the Begger Girl
- David Hutcheson - Primarul Karlstaad-ului
- James Maxwell - Preot
- Howard Goorney - Bețin
- Anthony Blackshaw - Polițist
- David Conville - Polițist
- Caron Gardner - Nevasta primarului
- Kiwi Kingston - Creatura

## Vezi și
- Listă de filme britanice din 1964